# Platon (Trois-Rivières)
Pour les articles homonymes, voir Platon (homonymie).
Le Platon de Trois-Rivières est une esplanade naturelle située face au fleuve Saint-Laurent, en Mauricie, au Québec (Canada). 
Elle se trouve sur une terrasse sablonneuse. Au cours du XVIIe siècle cette colline se situait à une hauteur de 35 mètres. Elle s’élève actuellement à 15 mètres au-dessus du niveau des eaux. 
Il s'agit de l'emplacement ayant été choisi par Laviolette pour y ériger le fort des Trois-Rivières. Le Platon de Trois-Rivières était à l'époque de la Nouvelle-France également désigné sous le qualificatif de haute ville par opposition au vieux bourg qualifié alors sous l'appellation de basse ville.

## Toponymie
Le terme Platon tient son origine du mot peloton, dû à sa ressemblance apparentée à un peloton de laine.

## Bref historique

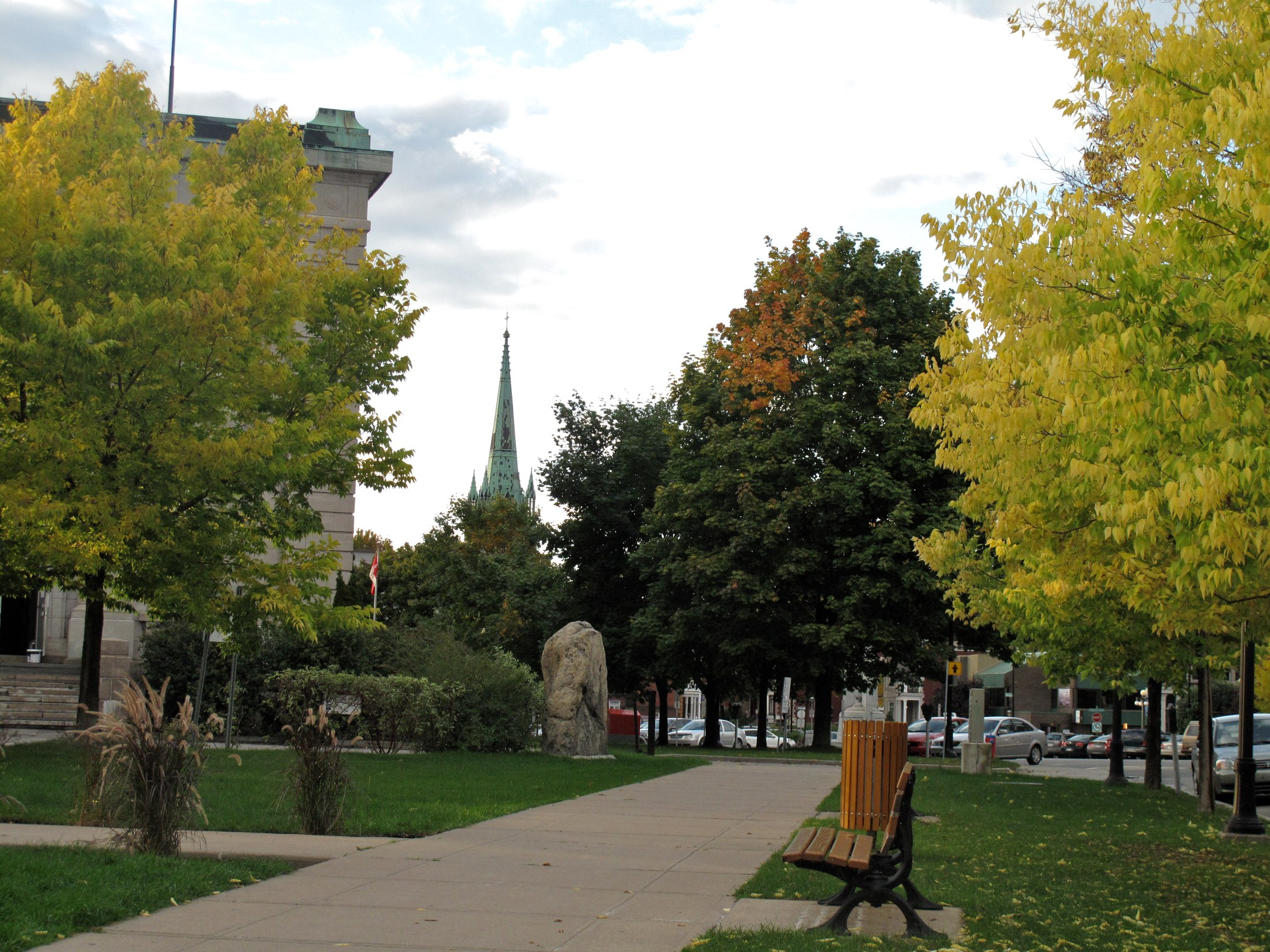
Le parc du Platon en octobre 2010.

### Carrefour maritime et commerce des fourrures
En raison de sa situation sur deux axes importants (rivière Saint-Maurice et fleuve Saint-Laurent) les autochtones avaient déjà choisi, avant l'arrivée des Européens, les lieux pour procéder à la traite des fourrures et de spécialités régionales.

### Enseignement missionnaire
L'arc de triomphe du frère Pacifique Du Plessis rappelle la mémoire du frère Pacifique Duplessis, franciscain, décédé à Québec en 1619, qui fut le premier maître d’école au Canada (1616-1618) et qui enseigna surtout aux Amérindiens dans une cabane construite sur le Platon à Trois-Rivières, précédant l'établissement officiel.

### Laviolette et le fort des Trois-Rivières
Laviolette pose pied en terre trifluvienne le 4 juillet 1634 et commande dès lors l'érection du fort des Trois-Rivières, lequel sera érigé dans un premier temps entre 1634 et 1638. Le carré du fort serait aujourd'hui borné par les rues Saint-Pierre, Saint-Jean, Saint-Louis, des Casernes et Notre-Dame sur la plateforme connue sous le nom de Platon. Une plaque commémorative posée sur une grande pierre se trouve au sud du bureau de poste sur la rue des Casernes et souligne la présence de cette fortification.

« C'est une petite colline située sur le bord du grand fleuve. D'après de bons documents, c'est à cet endroit que M. de Laviolette arbora (4 juillet 1634) le drapeau fleur-de-lis ; c'est sur cette éminence qu'il éleva aussi le premier fort qui devait servir à la défense des colons des Trois-Rivières. »

### Le Platon en Nouvelle-France

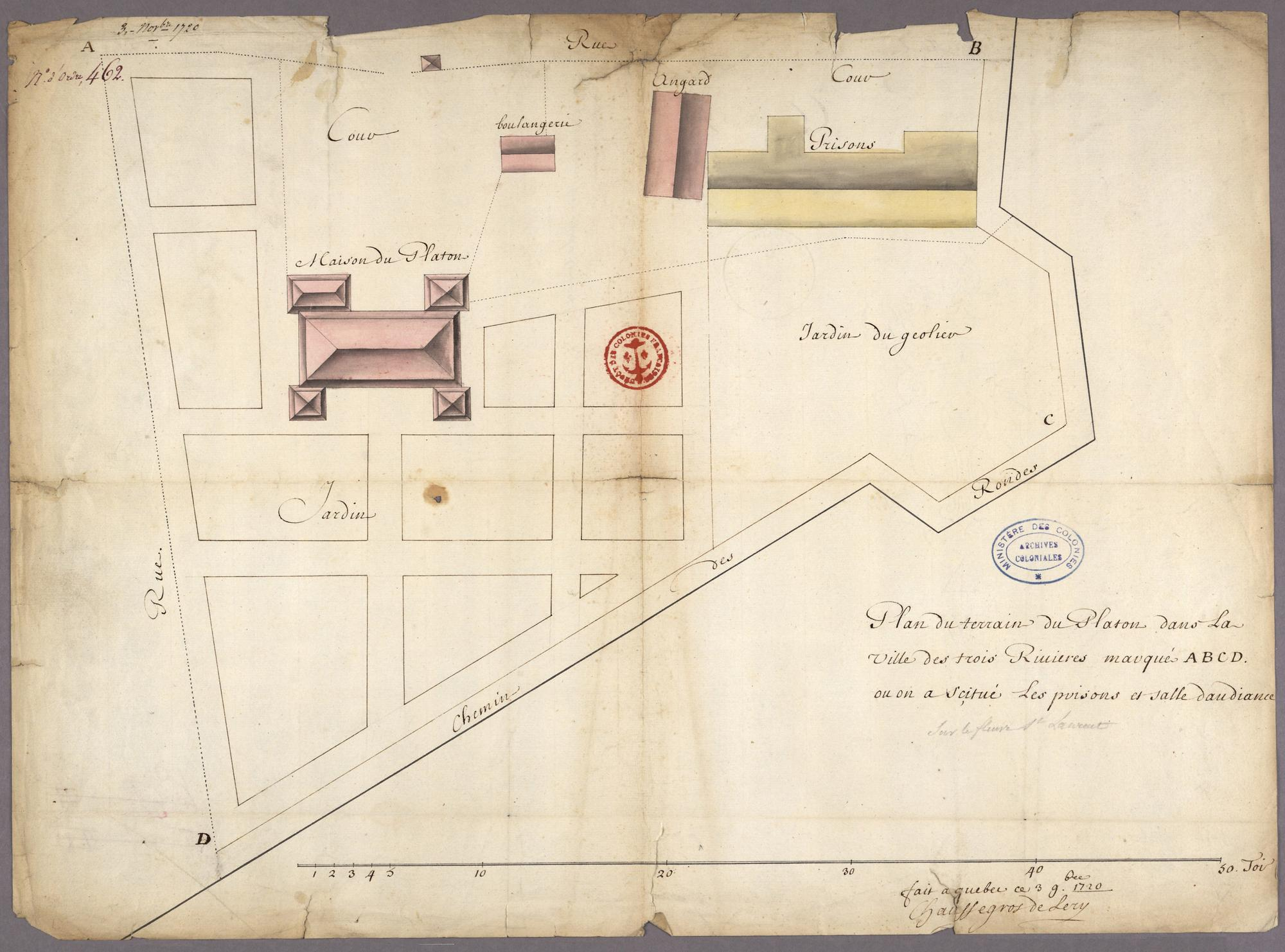
Plan rapproché d'une section du Platon de Trois-Rivières, le 3 novembre 1720.

Sur un plan du terrain du Platon fait à la main le 3 novembre 1720 par Gaspard-Joseph Chaussegros de Léry, on relève la présence de jardins, d'une maison (la maison des gouverneurs construite en 1693 par Claude de Ramezay et reconstruite en 1723 à la suite d'un incendie, selon les plans de l’ingénieur royal Gaspard-Joseph Chaussegros de Léry), d'une boulangerie, d'un hangar ainsi qu'une prison jouxtant le jardin du geôlier. 

« Nos mères, en arrivant à la résidence du gouverneur, furent frappées du grand aspect de ces lieux. En effet, on trouverait difficilement un site plus largement ouvert que celui du Platon. C'est une petite colline située sur le bord du grand fleuve. En 1697 les vagues venaient battre librement le pied de la colline, et laissaient à peine un étroit sentier le long de la palissade de pieux qui entourait le Platon sur trois de ses faces, notamment du côté du fleuve. On y respire l'air frais et embaumé du majestueux Saint-Laurent ; la nature y a des beautés qui se renouvellent à chaque saison, des scènes qui flattent tous les goûts, de plus, la vue embrasse le magnifique panorama de la côte sud, sur une étendue de plus de six lieues ; les voiliers et les canots d'écorce qui sillonnaient alors le fleuve, venaient passer à quelques pieds du rivage. Du côté de la rue Notre-Dame, un jardin entrecoupé de pelouses et d'allées, s'ouvrait aux promeneurs. Tout auprès, l'église paroissiale projetait dans les airs sa modeste flèche, C'était là, près du sanctuaire de l'Immaculée Conception, « à l'ombre du Bien-Aimé » comme dit le cantique, que devait s'asseoir provisoirement la fondation. »

### Incendie de Trois-Rivières de 1908

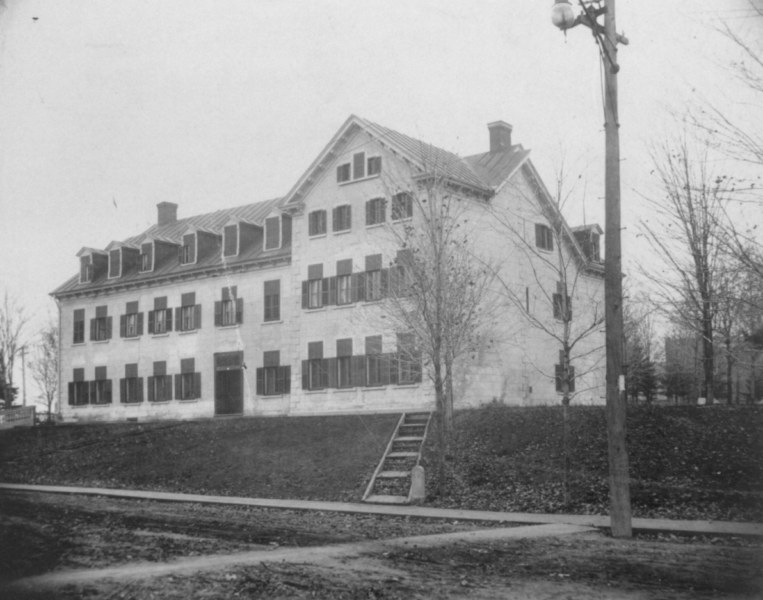
La maison des Gouverneurs vers 1900

L'incendie de 1908 emporte avec lui notamment des résidences, l'église paroissiale et la maison des Gouverneurs.

### Époque contemporaine
Le monument Laviolette, le parc du Platon, le monument du Sacré-cœur, le bureau de poste, le monument aux Braves, la portion sud-ouest du Vieux-Trois-Rivières, ainsi que la place Pierre-Boucher occupent actuellement cet espace géographique et emplacement privilégié. En ce lieu où fut établi le fort des Trois-Rivières se dresse également un monument commémoratif qui se présente sous forme d'un escalier unifiant le Platon (haute ville) au parc Portuaire (basse ville), legs des fêtes du 375e de Trois-Rivières.